# TRNK (uracil-5-)-metiltransferaza
TRNK (uracil-5-)-metiltransferaza (EC 2.1.1.35, transfer RNK uracil54 5-metiltransferaza, transfer RNK uracil54 metilaza, tRNK uracil54 5-metiltransferaza, m5U54-metiltransferaza, tRNK:m5U54-metiltransferaza, RUMT, TRMA, 5-metiluridin54 tRNK metiltransferaza, tRNK(uracil-54,C5)-metiltransferaza, Trm2, tRNK(m5U54)metiltransferaza) je enzim sa sistematskim imenom S-adenozil--metionin:tRNK (uracil54-5)-metiltransferaza. Ovaj enzim katalizuje sledeću hemijsku reakciju
-adenozil--metionin + uridin54 in tRNK {\displaystyle \rightleftharpoons } -adenozil-L-homocistein + 5-metiluridin54 in tRNK
Za razliku od ovog enzima, EC 2.1.1.74 (metilintetrahidrofolat-tRNK-(uracil54-C5)-metiltransferaze (FADH2-oksidacija)), koristi 5,10-metilintetrahidrofolat i FADH2 kao izvor atoma za metilaciju U54.

## Literatura
- Nicholas C. Price; Lewis Stevens (1999). Fundamentals of Enzymology: The Cell and Molecular Biology of Catalytic Proteins (Third изд.). USA: Oxford University Press. ISBN 019850229X.
- Eric J. Toone (2006). Advances in Enzymology and Related Areas of Molecular Biology, Protein Evolution (Volume 75 изд.). Wiley-Interscience. ISBN 0471205036.
- Branden C; Tooze J. Introduction to Protein Structure. New York, NY: Garland Publishing. ISBN 0-8153-2305-0.
- Irwin H. Segel. Enzyme Kinetics: Behavior and Analysis of Rapid Equilibrium and Steady-State Enzyme Systems (Book 44 изд.). Wiley Classics Library. ISBN 0471303097.

## Spoljašnje veze
- TRNA+(uracil54-C5)-methyltransferase на 